# Редкокаша, Николай Васильевич
Никола́й Васи́льевич Редкока́ша (20 декабря 1929, село Истимис, Ключевский район, Славгородский округ, Сибирский край, РСФСР, СССР — 3 августа 1976, ?) — капитан рыболовных судов Сахалинской области (СРТ «Уфа», БМРТ «Сахалин», «Салехард» и «Мыс Лазарева»). Герой Социалистического Труда (1963).

## Биография
Родился 20 декабря 1929 года в селе Истимис Ключевского района Славгородского округа Сибирский края (ныне в Ключевском районе Алтайского края. Окончил Дальневосточное мореходное училище в городе Находка. Плавал на промысловых судах управления тралового и сейнерного флота «Сахалинрыбпрома».
В конце 1950-х годов экипаж среднего рыболовного траулера «Уфа» капитана Н. В. Редкокаши выступил инициатором почина не только увеличения уловов, но и добычи их с наименьшими затратами. Экипаж траулера ежегодно перевыполнял государственные планы, а в 1961 году достиг рекордного в стране вылова рыбы для судов этого типа, добыв 30,7 тысяч центнеров рыбы при плане 17,5 тысяч центнеров. Коллектив траулера в 1963 году выступил в числе пятнадцати передовых судоэкипажей рыбопромыслового флота Сахалина инициатором доведения вылова на каждого рыбака до 1500 центнеров.
Указом Президиума Верховного Совета СССР от 13 апреля 1963 года за выдающиеся успехи в достижении высоких показателей добычи рыбы и производства рыбной продукции Редкокаше Николаю Васильевичу присвоено звание Героя Социалистического Труда с вручением ордена Ленина и золотой медали «Серп и Молот».
В 1964 году Н. В. Редкокаша был назначен капитаном-директором большого морозильного траулера «Сахалин». В 1966 году его экипаж в числе двенадцати судов добывающего флота «Сахалинрыбпрома» выступил с инициативой выполнить два годовых плана по добыче рыбы к 50-й годовщине революции. За четыре года пятилетки БМРТ «Сахалин» добыл 12 тысяч центнеров рыбы сверх плана.
С январе 1970 года капитан-директор БМРТ «Салехард»,  а через два года возглавил БМРТ «Мыс Лазарева» Корсаковского управления океанического рыболовства.
Избирался членом обкома КПСС, депутатом Сахалинского областного Совета депутатов трудящихся.
Жил в городе Южно-Сахалинске. Скороспостижно скончался 3 августа 1976 года. Похоронен на старом городском кладбище города Южно-Сахалинска.

## Награды
Награждён орденами Ленина, «Знак Почёта», медалями.

## Память
В 1978 году на Николаевском судостроительном заводе был спущен на воду большой автономный траулер-морозильщик «Капитан Редкокаша», входил в состав «Камчатрыбпрома». В 1990-е годы переоборудован в транспортник, затем с 2000 года — учебно-тренировочное судно для подготовки плавсостава. В 2004 году продан в Индию на металлолом.